# Jenny Lindeborg
Jenny Birgit Lindeborg, född 1 februari 1973, är en svensk programledare, journalist och TV-personlighet. Hon presenterar SVT Nyheter Skåne, Helsingborg och Blekinge.
Lindeborg har tidigare arbetat på bland annat Sveriges Radio och som chef på SVT Nyheter Blekinge.